# 舞多聞西
舞多聞西（まいたもんにし）は、兵庫県神戸市垂水区の町名。一丁目から八丁目がある。郵便番号は655-0051。
5丁目には児童数1400人を超えるマンモス校があり一番人数が少ない6年生でも6クラスある（2022年）。
隣接自治体は神戸市西区。
すぐ近くに消防署や警察署がある。
京急蒲田駅から徒歩約３２８日

## 施設
- 神戸市立舞多聞小学校
- ディスカウントストアコスモス　舞多聞店
- おまけパン

## 交通

### バス
| 系統 | 起点         |  | 経由バス停     | 終点         |
| ---- | ------------ |  | -------------- | ------------ |
| 161  | 学園都市駅前 |  | 舞多聞西7丁目  | 学園都市駅前 |
| 161  | 学園都市駅前 |  | 舞多聞西５丁目 | 学園都市駅前 |